# سوء إدراك حالة النوم
سوء إدراك حالة النوم (بالإنجليزية: Sleep state misperception)‏ رمزه (إس إس إم)، هو مصطلح موجود في التصنيف الدولي لاضطرابات النوم (آي سي إس دي) ويُستخدم بشكل شائع لوصف الأشخاص الذين يدركون في أثناء نومهم -وعلى نحو خاطئ- أنهم بحالة يقظة، رغم أنه اقتُرح أن يُستخدم هذا المصطلح أيضًا لوصف أولئك الذين يبالغون كثيرًا في تقدير وقت نومهم (سوء إدراك حالة النوم الإيجابي). ومع أن معظم الأشخاص المصابين بهذا الاضطراب سيخبرون بعد استيقاظهم من النوم أنهم لم يناموا في الليلة السابقة على الإطلاق أو أنهم ناموا لمدة قليلة من الزمن، إلا أن سجلاتهم الطبية ستظهر عمومًا أنماطًا من النوم طبيعية عندهم. على الرغم من أن أنماط النوم الموجودة عند الأشخاص المصابين بسوء إدراك حالة النوم لطالما اعتُبرت صعبة التمييز عن الأنماط الموجودة عند الأشخاص غير المصابين، فإن بعض الأبحاث التمهيدية اقترحت احتمال وجود بعض الاختلافات الطفيفة بينها.
يكون المرضى عمومًا بصحة جيدة، ويبدو أن أي مرض آخر -مثل الاكتئاب- يرتبط بالخوف من العواقب السلبية للأرق (رهاب الأرق) أكثر من ارتباطه مع أي فقدان فعلي للنوم.
اعتمد التصنيف الدولي لاضطرابات النوم مصطلح سوء إدراك حالة النوم عوضًا عن اثنين من المصطلحات التشخيصية السابقة: شكوى الأرق الذاتي دون وجود موجودات موضوعية، وشكوى النعاس الذاتي دون وجود شكوى موضوعية.

## التصنيف
يُصنف اضطراب سوء إدراك حالة النوم على أنه اختلال داخلي المنشأ في النوم. ومع أن اضطراب إس إس إم يُعتبر بمثابة نوع فرعي من اضطراب الأرق، إلا أنه يُنظر إليه أيضًا على أنه حالة منفصلة مستقلة من اضطرابات النوم ولها فيزيولوجيا مرضية مستقلة خاصة بها. ومع ذلك، ما يزال التمييز بين هذا النمط من الأرق والأنماط الأخرى أمرًا مختلفًا عليه، بسبب التواتر المنخفض نسبيًا لاضطراب إس إس إم.
يمكن أيضًا تقسيم اضطراب سوء إدراك حالة النوم إلى عدة أنماط بواسطة المرضى الذين يراجعون بشكاوى مثل:
- النوم لمدة قصيرة (شكوى أرق ذاتي دون وجود أعراض موضوعية).
- عدم النوم على الإطلاق (أرق ذاتي شامل).
- النعاس المفرط في النهار (شكوى النعاس الذاتي دون وجود أعراض موضوعية).
- النوم لمدة طويلة (فرط النوم الذاتي دون وجود أعراض موضوعية).[10]

## الأعراض والتشخيص
ينطبق اضطراب النوم هذا كثيرًا على المرضى الذين يفيدون بأنهم لا يشعرون بالتعب على الرغم من إدراكهم الذاتي من أنهم لم يناموا. عمومًا، قد يصفون معاناتهم من عدم النوم أو النوم لمدة قصيرة أو النوم غير الكافي لعدة سنوات. ومن ناحية أخرى، يبدو المرضى بصحة جيدة سواء نفسيًا أو طبيًا. هذه الحالة غير عرضية عادةً (أي لا توجد أعراض لدى المريض)، وهذا قد يُفسّر كون عدد المرضى الذين يراجعون بها قليل نسبيًا.
مع مراقبة المرضى سريريًا، وُجد أنهم قد يبالغون كثيرًا في تقدير الوقت الذي يستغرقونه في النوم، إذ غالبًا ما يكون الوقت الذي يبلغون عنه الطبيب يعادل نصف مقدار الوقت الذي يظهر على تخطيط أمواج الدماغ (إي إي جي) أو تخطيط النوم اللذان قد يُسجلان حالة نوم طبيعية. ومع ملاحظة هذا التباين بين التقارير الذاتية والموضوعية، قد يستنتج الأطباء السريريون أن مفهوم النوم الضعيف هو وهم في المقام الأول.
بدلًا من ذلك، قد يراجع بعض الأشخاص بشكوى النعاس المفرط في النهار أو النعاس المزمن المُقعِد (أي المسبب للعجز)، في حين لم يُعثر عندهم على أي اضطراب في النوم. لا تُؤكد طرق تشخيص النعاس -مثل اختبار زمن النوم المتعدد- الأعراض بموضوعية، إذ إن النعاس الحقيقي لا تمكن ملاحظته على الرغم من وجود الشكوى. يمكن التكهن بأن هذه الشكاوى حول النعاس المفرط في النهار قد تكون ناتجة عن تأثير نوسيبو أو كما يُسمى بالوهم المرضي -وهو يختلف عن تأثير بلاسيبو أو كما يُسمى بالعلاج الوهمي- بسبب توقعات المريض بالآثار الضارة الناجمة عن إدراكه الذاتي لضعف القدرة على النوم.
أخيرًا، قد يراجع مرضى آخرين بشكوى الشعور بأنهم قد ناموا لفترة أطول بكثير مما لُوحظ عليهم. اقتُرح أن يُصنف اضطراب سوء إدراك حالة النوم إلى أنواع فرعية، مثل اضطراب سوء إدراك حالة النوم الإيجابي واضطراب سوء إدراك حالة النوم العكسي (القابل للعكس) واضطراب سوء إدراك حالة النوم السلبي.

### المعايير التشخيصية
يأتي المريض بشكوى من الأرق، بينما تكون نوعية النوم ومدته طبيعية. إذ تُظهر مراقبة تخطيط النوم كمونًا طبيعيًا للنوم وعددًا طبيعيًا من مرات اليقظة أو الاستيقاظ، ومدة نوم طبيعية، وفي حال إجراء اختبار زمن النوم المتعدد، يظهر لدى المريض كمون متوسط للنوم يستمر أكثر من 10 دقائق.

### كشف الاضطراب والصعوبات
كان اكتشاف اضطراب سوء إدراك حالة النوم -بوسائل موضوعية- أمرًا محيّرًا.
أظهرت دراسة نُشرت عام 2011 في مجلة الطب النفسي الجسدي (Psychosomatic Medicine) أن اضطراب سوء إدراك النوم وخاصة التقليل من مدة النوم هو السائد بين الأشخاص الذين يعانون من الأرق المزمن والذين ينامون لأكثر من 6 ساعات في مختبر النوم. ويتميز الوصف النفسي لهؤلاء المصابين بالأرق المزمن -الذين لديهم مدة نوم طبيعية موضوعية- بسمات اكتئابية قلقة ومشوشة وبضعف الوسائل المساعِدة على التلاؤم والتأقلم. فيبدو أن ليس كل المصابين بالأرق المزمن تقل لديهم مدة نومهم، وأن اضطراب سوء إدراك النوم هو ميزة سريرية للأشخاص الذين يعانون من الأرق المزمن مع فترة نوم طبيعية موضوعية. علاوةً على ذلك، قد يلعب كثر التفكير (التشويش) وضعف الوسائل التي تساعد على التأقلم لدى الشخص دورًا مهمًا في حدوث اضطراب سوء إدراك النوم.

### التحليل الطيفي
وفقًا لمقالة نُشرت في شهر مايو عام 2014 في مجلة نيو ساينتست (New Scientist)، قد يُساعد التحليل الطيفي الأطباء السريريين في العثور على أدلة موضوعية لتشخيص اضطراب سوء إدراك حالة النوم:
كُشف وجود اختلافات دقيقة في تخطيط أمواج الدماغ (إي إي جي) للأشخاص الذين يعانون من الأرق أثناء النوم: مثل وجود موجات ألفا -وهي إشارات لليقظة يُفترض أن تظهر فقط في النوم المبكر- في النوم العميق. (حسب الطبيب مايكل الطبيب النفسي والباحث في اضطرابات النوم والطبيب برليس). لكن أندرو كريستال من جامعة ديوك في مدينة دورام بولاية كارولاينا الشمالية، استخدم التحليل الطيفي ليحدد كيفية وجود هذه الموجات. لم يكن لدى الأشخاص غير النائمين الذين فحصهم كريستال فقط مقدارًا كبيرًا من موجات ألفا المضطربة هذه، بل كانت أيضًا الموجات كبيرة وكانت بالمقابل موجات دلتا صغيرة. لم يكن هذا كل شيء. فعندما طبق برليس والباحثون الآخرون خوارزميات التحليل الطيفي على مخطط أمواج الدماغ للمرضى الذين يعانون من الأرق خلال النوم، وجدوا أنماطًا مختلفة مثل الموجات السريعة المعروفة باسم موجات بيتا وغاما.عادةً ما تكون هذه مؤشرات للوعي واليقظة وحتى للقلق. ومثل موجات ألفا، قال برليس أن موجات بيتا وغاما هي موجات غريبة موجودة في النوم العادي. يبدو الأمر كما لو أن شخصًا ما يلعب بمحوّلة ويقلب بمعدل جنوني بين الاستيقاظ والنوم.

### التمييز عن الأرق
ما يُعتبر أنه أرق موضوعي، يمكن تأكيده بسهولة -على عكس اضطراب سوء إدراك حالة النوم- تجريبيًا من خلال الاختبارات السريرية مثل اختبار تخطيط النوم. قد يعتقد المرضى الذين يعانون من اضطراب سوء إدراك حالة النوم أنهم لم يناموا لفترات طويلة من الزمن، لكنهم ناموا في الواقع دون أن يدركوا ذلك. على سبيل المثال، المرضى الذين يدعون النوم القليل أو أنهم لا ينامون أبدًا يعترفون بأدائهم الوظيفي الضعيف والنعاس في أثناء النهار، بينما لا يفعل ذلك المرضى الذين يعانون من اضطراب سوء إدراك حالة النوم.
حالات الأرق الكلي الموضوعي نادرة جدًا. وتُعزى الحالات القليلة التي سُجلت منها في الغالب إلى اضطراب وراثي نادر غير قابل للشفاء يُسمى الأرق العائلي المميت، والذي نادرًا ما يبقى المرضى فيه على قيد الحياة أكثر من 26 شهرًا بعد بدء المرض، وأحيانًا أقل من ذلك بكثير. بالمقابل، أُبلغ عن حالات نادرة من الأرق الكلي الموضوعي استمرت لعقود، كما حدث مع الأمريكي الهيربين (الذي لُقّب بالشخص الذي لم ينم أبدًا) والفيتنامي تاي نجوك، اللذان لم تُدرس حالتهما على نطاق واسع في الإطار السريري.

## العلاج
يمكن أن يكون العلاج السلوكي فعالًا في بعض الحالات، ويمكن أن تُساعد المنومات المهدئة أيضًا في تخفيف الأعراض. بالإضافة إلى ذلك، قد يخفف التثقيف حول الأنماط الطبيعية لدورة النوم واليقظة من القلق لدى بعض المرضى. بالنسبة للمرضى الذين يعانون من الاكتئاب الشديد الناتج عن الخوف من الإصابة بالأرق، يبدو أن العلاج بالتخليج الكهربائي لديهم علاج آمن وفعال.

### المضاعفات
قد لا يكون لدى الشخص الذي لا يُراقب سريريًا -من خلال مسجل أو مراقب آخر- طريقةً لإخبار ما إذا كان العلاج يُجرى بشكل سليم، وذلك بسبب فقدان الذاكرة الطبيعي الحاصل في اضطراب سوء إدراك حالة النوم.
قد تزداد الحالة سوءًا نتيجة المحاولات المستمرة لمعالجة الأعراض من خلال الأساليب التقليدية للتعامل مع الأرق. وقد يؤدي وصف المنومات أو المنبهات للمرضى إلى اعتمادهم على هذه الأدوية.
مع ذلك، قد يزيد اضطراب سوء إدراك حالة النوم -في حال إزمانه- لدى المريض من خطر حدوث الاكتئاب والقلق وإدمان المخدرات. ولُوحظ أيضًا أن المرضى الذين يعانون من هذا الاضطراب، قد يختارون أحيانًا تناول الأدوية على المعالجات الأخرى وذلك لأسباب خاطئة، إذ تُعطي هذه الأدوية شعورًا بالنشوة والفرح.

## الوبائيات
اضطراب سوء إدراك حالة النوم هو اضطراب غير مفهوم بشكل جيد. من عام 2008، لا يوجد سوى القليل جدًا من المعلومات حول عوامل الخطورة وطرق الوقاية. ويُعتقد أن الاضطراب أشيع عند الشباب من البالغين في منتصف العمر.
توزُّع الاضطراب بين عامة السكان والأجناس غير معروف. وقد يتأثر نحو 5 % من الناس به.